# Barataria
|  | Per a altres significats, vegeu «Baratària». |

Barataria és una població dels Estats Units a l'estat de Louisiana. Segons el cens del 2000 tenia 1.333 habitants.

## Demografia
Segons el cens del 2000, Barataria tenia 1.333 habitants, 500 habitatges, i 367 famílies. La densitat de població era de 116,2 habitants/km².
Dels 500 habitatges en un 29,6% hi vivien nens de menys de 18 anys, en un 59% hi vivien parelles casades, en un 10,4% dones solteres, i en un 26,4% no eren unitats familiars. En el 22,8% dels habitatges hi vivien persones soles el 10% de les quals corresponia a persones de 65 anys o més que vivien soles. El nombre mitjà de persones vivint en cada habitatge era de 2,67 i el nombre mitjà de persones que vivien en cada família era de 3,17.
Per edats la població es repartia de la següent manera: un 23,6% tenia menys de 18 anys, un 8,6% entre 18 i 24, un 26,5% entre 25 i 44, un 27,5% de 45 a 60 i un 13,7% 65 anys o més.
L'edat mediana era de 40 anys. Per cada 100 dones de 18 o més anys hi havia 96,1 homes.
La renda mediana per habitatge era de 28.169 $ i la renda mediana per família de 29.913 $. Els homes tenien una renda mediana de 27.159 $ mentre que les dones 18.000 $. La renda per capita de la població era de 12.890 $. Entorn del 13,6% de les famílies i el 15,9% de la població estaven per davall del llindar de pobresa.

## Poblacions més properes
El següent diagrama mostra les poblacions més properes.